# (31625) 1999 GR20
1999 GR20 (asteroide 31625) é um asteroide da cintura principal. Possui uma excentricidade de 0.10278790 e uma inclinação de 10.82814º.
Este asteroide foi descoberto no dia 15 de abril de 1999 por LINEAR em Socorro.